# Галауне, Паулюс
Паулюс Галауне (лит. Paulius Galaunė, 25 января 1890, деревня Пагяляжяй Вилькомирского уезда, ныне Укмергский район — 18 октября 1988, Каунас) — литовский историк искусства, график, музеевед, деятель культуры; заслуженный деятель искусств Литовской ССР (1960), народный художник Литовской ССР (1970), лауреат Государственной премии Литовской ССР (1970).

## Биография
В 1910—1913 годах учился на Гуманитарном факультете Психоневрологическом институте в Санкт-Петербурге. Занимался в рисовальной школе Общества поощрения художеств (1910—1912), учился также в частных художественных студиях. В 1914 году учился в студии художника Константина Юона в Москве. В том же году работал в журнале „Aušrinė“.
После Первой мировой войны в Петрограде занимался регистрацией памятников культуры Литвы и возвращением их в Литву. В 1918—1919 годах преподавал в гимназии в Вильно. В 1919—1923 годах в Каунасе работал в Государственном музее. Был одним из учредителей и членов Общества создателей литовского искусства (Lietuvių meno kūrėjų draugija, 1920).

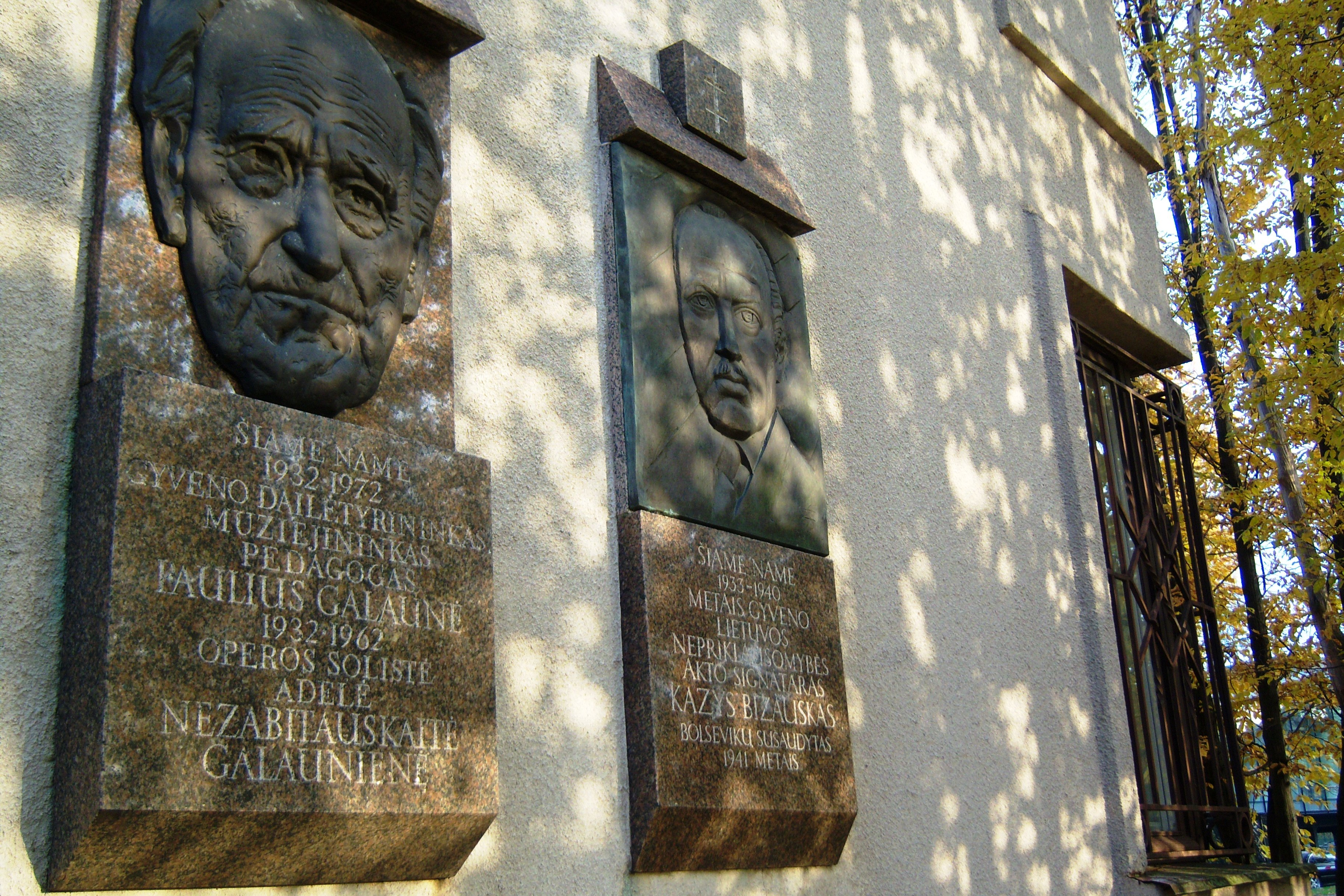
Памятные доски на доме в Каунасе, в котором в 1932—1972 годах жил Паулюс Галауне (и его жена Аделе Незабитаускайте-Галаунене) и политик Казис Бизаускас

В 1923—1924 годах в Париже изучал музееведение. Работал в Государственной археологической комиссии (1919—1925, 1930—1936). Был директором Галереи Чюрлёниса (впоследствии Художественный музей М. К. Чюрлёниса; 1924—1936), Музея культуры Витовта Великого (1936—1944), Художественного музея Чюрлёниса (1944—1949).
В 1925—1939 годах преподавал в Университете Витовта Великого (до 1930 года Литовский университет); доцент (1925). В 1940—1951 годах преподавал в Вильнюсском университете, где был заведующим кафедрой истории искусства (1940—1946), затем кафедры музееведения (1947—1949). В 1945-1950 годах преподавал в Вильнюсском художественном институте.
Автор произведений графики фантастического содержания, книжных иллюстраций, обложек книг, виньеток, экслибрисов.
Заботился об охране памятников истории, археологии, архитектуры. Собирал, извучал и системтизировал произведения народного и профессионального искусства. Был организатором литовского народного искусства за рубежом — в Италии (1925), Франции (1927), Швеции, Норвегии, Дании (1931). Участвовал в подготовке экспозиций профессионального литовского искусства на Всемирной выставке в Париже (1937) и на Всемирной выставке в Нью-Йорке (1939). Был также инициатором выставок церковного искусства и экслибрисов в Литве и за границей (в Бельгии, 1928).
Похоронен на Пятрашюнском кладбище в Каунасе.

## Труды
- Lietuvių kryžiai (1926)
- Ex-librisas Lietuvoje (1926)
- Vilniaus meno mokykla (1793—1831): Jos istorija, profesoriai ir mokiniai (1928)
- Lietuvių liaudies menas: Jo meninių formų plėtojimosi pagrindai (1930; švedų kalba su J. Vienožinskiu 1931; prancūzų kalba 1934)
- Lietuvių liaudies skulptūros problemos (1932)
- Lietuvos knygos meno raidos metmenys XVI—XVII amžiuose (1941)
- Grafikos meno rinkiniai Lietuvoje (Iš lietuvių kultūros istorijos t. 3) (1961)

### Составитель
- Senosios tapybos katalogas (1926)
- Lietuvių liaudies raižinių katalogas (1927)
- M. K. Čiurlionio kūrinių katalogas(1927)
- Medžio dirbiniai. 2 kn. (1956—1958)
- Keramika (1959)
- Skulptūra. 2 kn. (1963—1965)
- Grafika, tapyba (серия „Lietuvių liaudies menas“, 1968)
- M. K. Čiurlionis (сборник статей, совместно с другими; 1938)

Выпустил воспоминания „Muziejininko novelės“ (1967); второе дополненное издание под названием; papildytas leidimas pavadinimu „Likimo duota: muziejininko novelės“ (1998).

## Награды и звания
- Орден Почётного легиона (1930)
- Орден Витаутаса Великого 4-й степени (1931)
- Орден Вазы 3-й степени (1932)
- Орден Трёх звёзд 3-й степени (1939)
- Командорский крест Ордена Леопольда II
- Заслуженный деятель искусств Литовской ССР (1960)
- Народный художник Литовской ССР (1970)[1]
- Государственная премия Литовской ССР (1970)[2] за серию альбомов „Lietuvių liaudies menas“ («Литовское народное искусство»)[3].

## Память
25 января 1990 года на доме в Каунасе по аллее Видуно 2 открыта мемориальная плита с надписью о том, что в этом доме в 1932—1972 годах жил искусствовед, музеевед, педагог Паулюс Галауне, в 1932—1962 годах — солистка оперы Аделе Незабитаускайте-Галаунене (скульптор Стасис Жиргулис).
В 1993 году одна из улиц в Каунасе в микрорайоне Алексотас названа именем Паулюса Галауне.
14 декабря 1996 года в доме по аллее Видуно 2 открыт мемориальный музей Дом Аделе и Паулюса Галауне (Adelės ir Pauliaus Galaunių namai (подразделение Национального художественного музея имени М. К. Чюрлёниса).
15 февраля 2012 года в Каунасе на доме по улице Т. Даугирдо 4 открыта мемориальная доска с надписью о том, что в этом доме жили выдающиеся деятели литовской культуры Йонас Гаралявичюс, Паулюс Галауне, Владас Путвинскис, Юозас Таллат-Кялпша.